# Welsh International 1996
Die Welsh International 1996 im Badminton fanden vom 28. November bis zum 1. Dezember 1996 in Cardiff statt. Auf der IBF-Turnierskala erreichte es die Wertung B.

## Medaillengewinner
| Disziplin    | Gold                               | Silber                            | Bronze                              |
| ------------ | ---------------------------------- | --------------------------------- | ----------------------------------- |
| Herreneinzel | Chris Bruil                        | Gerben Bruijstens                 | Dicky Palyama                       |
| Herreneinzel | Chris Bruil                        | Gerben Bruijstens                 | Geraint Lewis                       |
| Dameneinzel  | Kelly Morgan                       | Karolina Ericsson                 | Tanya Woodward                      |
| Dameneinzel  | Kelly Morgan                       | Karolina Ericsson                 | Tracey Hallam                       |
| Herrendoppel | James Anderson Ian Pearson         | Fredrik Bergström Rasmus Wengberg | Julian Robertson Richard Vaughan    |
| Herrendoppel | James Anderson Ian Pearson         | Fredrik Bergström Rasmus Wengberg | Hugo Rodrigues Fernando Silva       |
| Damendoppel  | Brenda Conijn Nicole van Hooren    | Sarah Hardaker Kelly Morgan       | Donna Kellogg Joanne Wright         |
| Damendoppel  | Brenda Conijn Nicole van Hooren    | Sarah Hardaker Kelly Morgan       | Dolores Marco Esther Sanz           |
| Mixed        | Quinten van Dalm Nicole van Hooren | Ian Pearson Joanne Wright         | Johan Tholinsson Johanna Holgersson |
| Mixed        | Quinten van Dalm Nicole van Hooren | Ian Pearson Joanne Wright         | Julian Robertson Lorraine Cole      |